# Alfred H. Miles
Alfred Hart Miles, född 3 november 1883 i Norfolk i Virginia, död 6 oktober 1956 i Norfolk, var en amerikansk marinofficer och författare. Han har bland annat skrivit texten till Anchors Aweigh, som blivit USA:s flottas egen sång. Kompositör är Charles A. Zimmerman.